# Сугимори, Кэн
Кэн Сугимори (яп. 杉森建 Сугимори Кэн, род. 27 января 1966 года) — японский игровой дизайнер, художник, иллюстратор и мангака. Знаменит тем, что создавал дизайн персонажей к игровой серии Pokémon. Сугимори также занимался художественным дизайном для других игр Game Freak. Кроме того, Сугимори создаёт дизайн персонажей для аниме-сериала «Покемон», рисует иллюстрации к коллекционной карточной игре и работает над такими проектами Nintendo, как Super Smash Bros.

## Карьера
С 1981 года по 1986 год Сугимори рисовал иллюстрации к любительскому журналу Game Freak, который основал Сатоси Тадзири. Сугимори нашёл номер журнала в магазине додзинси и решил поучаствовать в создании его будущих номеров. Вскоре они с Тадзири стали лучшими друзьями. Вдвоём с Тадзири они решили сделать игру Quinty для Namco. Когда Тадзири начал Pocket Monsters Red и Green, Сугимори занимался дизайном всех 151 покемонов, а также персонажей-людей. Red и Green быстро набрали популярность, и Сугимори стал создавать дизайны для аниме по мотивам игр, а также иллюстрации к карточной игре.
Создавая дизайны покемонов, Сугимори возглавлял команду из нескольких человек, сам же Сугимори придавал дизайнам завершённый вид. Чтобы вдохновиться, он с командой ходил в зоопарк. Сугимори также рисовал иллюстрации к манге, включая ту, что распространялась с предварительно заказанными экземплярами игр Pokémon Mystery Dungeon: Explorers of Time и Explorers of Darkness. Начиная новый дизайн, Сугимори сначала создаёт грубые наброски, затем методом кальки несколько раз переносит их на другие листы бумаги, чтобы придать более завершённый вид.

### Работы
| - Серия игр Pokémon — дизайнер персонажей, художественный руководитель - Mendel Palace (Quinty) — дизайнер персонажей - Smart Ball — дизайнер персонажей - Drill Dozer — руководитель, дизайнер персонажей - Pulseman — дизайн персонажей и графики - Коллекционная карточная игра Pokémon — иллюстратор | - «Покемон» — дизайнер персонажей - «Покемон: Мьюту против Мью» — дизайн персонажей - «Покемон: Сила избранного» — дизайн персонажей - «Покемон: Заклятие Аноунов» — дизайн персонажей - «Покемон: Селеби — Голос леса» — дизайн персонажей - «Покемон: Герои» — дизайн персонажей - «Покемон: Джирачи — Исполнитель желаний» — дизайн персонажей - «Покемон: Судьба Деоксиса» — дизайн персонажей - Quinty (Mendel Palace) - Jerry Boy (Smart Ball) - Valkyrie no Bōken Gaiden: Futari no Megami (The Adventure of Valkyrie Gaiden: Two Goddess) - Screw Breaker Gōshin Dorirurero (Drill Dozer) - Pokémon Fushigi no Danjon Toki no Tankentai Yami no Tankentai (Pokémon Mystery Dungeon: Explorers of Time и Explorers of Darkness) - Shin Maido Osawagaseshimasu |

## Увлечения
В 2007 году Кэн Сугимори заявил, что он большой поклонник Sega. Он серьёзно увлекается старыми приставками Sega: Sega Master System, Sega Mega Drive, Sega Mega-CD и Sega 32X.